# Dariusz Iwaneczko
Dariusz Mieczysław Iwaneczko (ur. 14 października 1965 w Przemyślu) – polski historyk, nauczyciel akademicki, urzędnik państwowy i samorządowy.

## Życiorys
Ukończył historię na Katolickim Uniwersytecie Lubelskim, a także studia podyplomowe z prawa administracyjnego na Uniwersytecie Marii Curie-Skłodowskiej. Stopień doktora nauk humanistycznych uzyskał na Uniwersytecie Jagiellońskim w 2004 na podstawie pracy pt. Opór społeczny a władza w Polsce Południowo-Wschodniej 1980–1989. W 2020 na tej samej uczelni uzyskał stopień naukowy doktora habilitowanego w oparciu o rozprawę pt. Zmierzch dekady Gierka. Polska południowo-wschodnia 1975–1980. Pracował w administracji rządowej i samorządowej oraz w ochronie zdrowia, w 1997 odbył staż w urzędach administracji publicznej w Holandii.
W 2001 został pracownikiem Instytutu Pamięci Narodowej w Rzeszowie, a w 2004 wykładowcą w Państwowej Wyższej Szkoły Wschodnioeuropejskiej w Przemyślu (przekształconej później w Państwową Akademię Nauk Stosowanych). Jest autorem publikacji historycznych, w tym książek: UB w Przemyślu 1944–1956, Władza a opór społeczny w Polsce południowo-wschodniej, Zmierzch dekady Gierka. Polska południowo-wschodnia 1975–1980 i „Przypadek czy przeznaczenie?”. Karol Kazimierz Kostecki „Kostek” (1917–1998). Pod jego redakcją ukazała się m.in. publikacja Obozy i więzienia sowieckie na ziemiach polskich w latach (1944–1945). Leksykon. W 2015 objął obowiązki dyrektora oddziału IPN w Rzeszowie.
W latach 2005–2007 zajmował stanowisko wicewojewody podkarpackiego. Bez powodzenia kandydował do Sejmu z listy Prawa i Sprawiedliwości. W 2008 objął stanowisko zastępcy prezydenta Przemyśla. W 2010 został wybrany do rady miasta, a w 2014 z powodzeniem ubiegał się o ponowny wybór do tego gremium.